# Température potentielle équivalente
La température potentielle équivalente, communément appelé thêta-e d'après sa notation usuelle, {\displaystyle \theta _{\mathrm {e} }}, est la température d'une parcelle d'air à laquelle on aurait enlevé toute sa vapeur d'eau, par un processus adiabatique, et qu'on aurait ramené au niveau de pression de 1000 hPa (ou 1000 mbar). 

## Définition
Le {\displaystyle \theta _{\mathrm {e} }} est une combinaison du concept de température équivalente (extraction de la chaleur latente contenue dans la vapeur d'eau) et de celui de température potentielle (ramener adiabatiquement à une pression standard). La formule de theta-e est :
{\displaystyle \theta _{\mathrm {e} }=T_{\mathrm {e} }\left({\frac {P_{0}}{P}}\right)^{\frac {R}{c_{\mathrm {p} }}}=T_{\mathrm {e} }\left({\frac {1000\;\mathrm {hPa} }{P}}\right)^{k}}
Comme{\displaystyle T_{\mathrm {e} }\approx T+{\frac {L_{\mathrm {v} }}{c_{\mathrm {p} }}}r}
{\displaystyle \theta _{\mathrm {e} }\approx \left(T+{\frac {L_{\mathrm {v} }}{c_{\mathrm {p} }}}r\right)\left({\frac {1000\;\mathrm {hPa} }{P}}\right)^{k}}
Où :
- {\displaystyle T_{\mathrm {e} }} = température équivalente
- {\displaystyle P} = pression
- {\displaystyle P_{0}} = pression de référence standard (1000 hPa)
- {\displaystyle R=c_{\mathrm {p} }-c_{\mathrm {v} }} = constante spécifique de l'air sec dans le cadre de la loi des gaz parfaits (287 J/(kg·K))
- {\displaystyle c_{\mathrm {p} }} = chaleur spécifique de l'air sec à pression constante (1 004 J/(kg·K))
- {\displaystyle c_{\mathrm {v} }={5 \over 7}c_{\mathrm {p} }} = chaleur spécifique de l'air sec à volume constant
- {\displaystyle k} = {\displaystyle R}/{\displaystyle c_{\mathrm {p} }={2 \over 7}\approx 0,286}
- T = Température de l'air de l'environnement au niveau P
- r = rapport de mélange de vapeur d'eau (g/kg)
- {\displaystyle L_{\mathrm {v} }} : coefficient de chaleur latente d'évaporation (de 2 400 kJ/kg (25 °C) à 2 600 kJ/kg (−40 °C)).

## Pratique
On obtient le Theta-e en suivant la procédure suivante sur un diagramme thermodynamique:
- On soulève adiabatiquement (changement de pression et de température sans échange de chaleur avec l'environnement) une parcelle d'air jusqu'à ce que sa vapeur d'eau atteigne la température de saturation.
- On permet à toute la vapeur d'eau de condenser en continuant la montée selon la courbe de la pseudo-adiabatique humide ce qui relâche de la chaleur latente.
- Une fois toute la vapeur condensée et retirée de la parcelle, on redescend le long de la courbe adiabatique sèche vers 100 kPa.

## Analyse isentropique

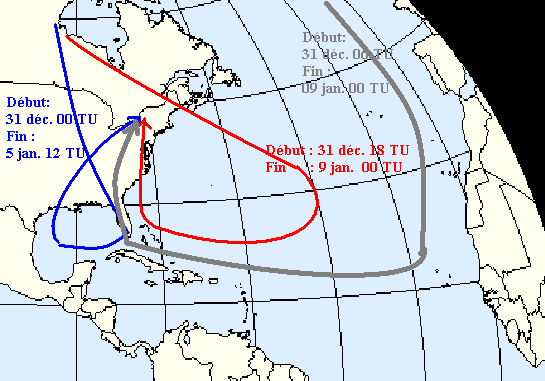
Trajectoire des masses d'air entre le 31 décembre 1997 en altitude et leur arrivée dans
la région du verglas massif du 5 au 9 janvier 1998.

Le concept de température potentielle équivalente permet de comparer des parcelles d'air ayant différents contenus en humidité et venant de différentes hauteurs dans la masse d'air. Cette méthode est appelée analyse isentropique. 
Ceci donne une mesure de l'instabilité thermique de l'air : 
- Si {\displaystyle \theta _{\mathrm {e} }} diminue avec l'altitude, on a une masse d'air instable
- Si {\displaystyle \theta _{\mathrm {e} }} reste le même avec l'altitude, on a une masse d'air neutre
- Si {\displaystyle \theta _{\mathrm {e} }} augmente avec l'altitude, on a une masse d'air stable.

De plus, il est possible de suivre le déplacement des masses d'air grâce à ce paramètre. Par exemple, une étude sur les masses d'air lors du verglas massif de janvier 1998 dans le nord-est de l'Amérique du Nord a démontré que l’humidité venant du golfe du Mexique retraçait sa source jusque dans l’Atlantique subtropical. Les chercheurs ont trouvé que l'air des premières précipitations avait commencé son périple le 31 décembre 1997 vers 0 heure TU dans la région de la Baie d'Hudson à une altitude de 300 à 400 hPa, s'était ensuite déplacé vers le sud, tout en descendant vers le sol, et avait finalement capturé chaleur et humidité au-dessus du Golfe du Mexique avant de remonter vers les Grands Lacs. L'air qui est arrivé le 9 janvier, et qui a causé les précipitations principales, a commencé son périple en altitude plus tard le 31 décembre à partir du Groenland et de la Baie d'Hudson, s'est retrouvé près de la surface de la mer dans l'Atlantique au large des îles du Cap-Vert et est remonté ensuite avec la circulation atmosphérique vers les Grands Lacs en passant juste à l'ouest des Appalaches.